# Zamalzain
Le Zamalzain (d'un mot basque qui peut se traduire par « palefrenier », composé de zamari , « cheval », et de zain, « gardien ») est un des personnages principaux des mascarades souletines. Parfois qualifié de « cheval-jupon », il figure un cavalier caracolant sur sa monture.

## Description
Le danseur est au centre d'un bâti de bois rectangulaire, qu'il porte à hauteur de hanches par une sangle accrochée à ses épaules. Autour de ce bâti, qui figure la monture, est fixé un jupon de dentelle et à l'avant pointe une fine tête de cheval sculptée montée sur un long col courbé. Zamalzain est vêtu d'une veste rouge aux allures de militaire d'opérette, au plastron blanc brodé d'or, d'un pantalon moulant et de guêtres, et chaussé d'espadrilles. Il porte un chapeau élevé rouge (la kohua ou koha) orné de fleurs, de plumes, de guirlandes, parfois d'un miroir sur le front.
Parfois, il est doublé, à l'instar des quatre autres danseurs principaux, par un Zamalzain arborant une livrée et une coiffe noires, qui parodie les entrechats du rouge.

## Rôle dans la mascarade
Zamalzain (parfois zamaltzain ou simplement zamari) fait partie de la troupe des « Rouges  » (gorriak), les personnages bien habillés qui représentent l'ordre et la société souletine. Il en est un des cinq solistes principaux, souvent incarné par le meilleur des danseurs car en plus de maîtriser ses pas il doit orienter avec grâce et rythme le bâti qu'il porte. Imitant la cavalcade d'un cheval dompté, il caracole tout au long de la représentation en guidant son chevalet d'une main sur son long col et en faisant tourbillonner son fouet de l'autre. Il exécute d'ordinaire la « danse du verre », (godalet dantza), où il enchaîne les figures autour d'un verre posé au sol, dont le chevalet lui masque la vue.
Au cours de la représentation, sont simulées sa castration par les Hongreurs (kerestnak) et la pose de fers par les Maréchaux-ferrants (marixalak).
Jadis, Zamalzain apparaissait comme le meneur des kükülleroak, ces jeunes acteurs encore en formation.

## Parenté et interprétation
Cette figure se rencontre sous des formes analogues dans plusieurs pays d'Europe. Il est en particulier proche du personnage de Zaldiko qu'on rencontre au carnaval de Lantz, mais aussi des Chivaux-frus provençaux ou des Chibalets languedociens. Certains l'identifient au centaure.
Selon Violet Alford, la castration de Zamalzain pourrait symboliser la mise à mort du chef. Plus lisiblement, castration et ferrage racontent le domptage d'un animal sauvage pour le rendre apte à une utilisation sociale — et partant plus largement celui de la nature.
Dans une interprétation politique des mascarades, le personnage, où certains ont cru voir un écuyer, pourrait représenter la noblesse ou la chevalerie navarraise, voire le roi de Navarre Thibaut II. Il semble plus vraisemblable qu’il s’agisse d’un simple  cheval, considéré comme un membre entier de la société souletine, à l’instar d’autres personnages zoomorphes de la pièce (le chat Gatüzain, l’ours ou les agneaux dans des variantes aujourd’hui disparues) et par opposition aux forces « de l’extérieur », bohémiens, chaudronniers ou rémouleurs auvergnats. 
|                                        |
| Mannequin au musée de Saint-Sébastien. |

|                                 |
| Peinture de Gabriel Roby, 1914. |

|                                   |
| Détail du « cheval-jupon », 2019. |

|                          |
| Un Zamalzain noir, 2019. |